# چشمه مزار
 چشمه مزار، روستایی است از توابع بخش مرکزی شهرستان خواف استان خراسان رضوی ایران.

## جمعیت
این روستا در دهستان نشتیفان قرار داشته و بر اساس سرشماری سال ۱۳۸۵ جمعیت آن (۳۴خانوار) ۱۵۰نفر
بوده است.